# Objaw Wahla-Kadera
Objaw Wahla-Kadera – nieprawidłowy objaw ze strony brzucha, świadczący o niedrożności jelit, szczególnie w mechanizmie zadzierzgnięcia. Oglądając brzuch chorego badający stwierdza znaczne, miejscowe jego uwypuklenie, odpowiadające rozdętej i bez ruchów robaczkowych pętli jelita. Opisany przez Eduarda von Wahla i Bronisława Kadera.